# 瀬戸中央自動車道

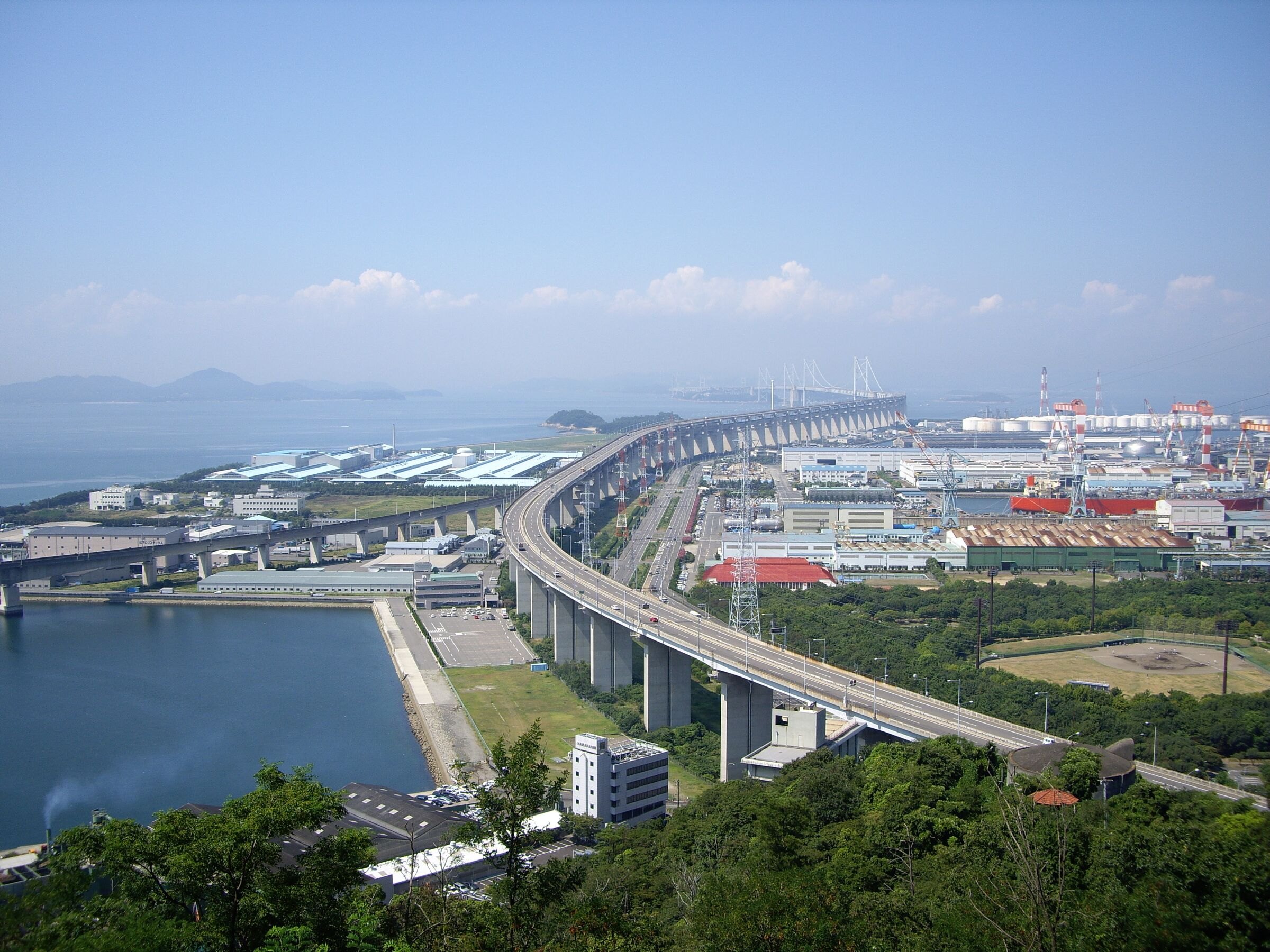
番の州高架橋から南備讃瀬戸大橋方面を望む

瀬戸中央自動車道（せとちゅうおうじどうしゃどう、英語: SETO CHUO EXPWY）は、本州四国連絡道路 児島・坂出ルートで、岡山県都窪郡早島町の山陽自動車道 倉敷早島支線の早島インターチェンジから香川県坂出市の高松自動車道 坂出支線の坂出インターチェンジを結ぶ、延長37.3キロメートル (km) の高規格幹線道路（一般国道30号の自動車専用道路）である。略称は瀬戸中央道（せとちゅうおうどう）。
高速道路ナンバリングによる路線番号は、「E30」が割り振られている。

## 概要
本州と四国を隔てる瀬戸内海上を、瀬戸大橋で結ばれる本州四国連絡道路の3路線のうちの一つで、神戸淡路鳴門自動車道、西瀬戸自動車道（しまなみ海道）の間に位置する。岡山県倉敷市と香川県坂出市を結ぶ高速道路であり、路線は一般国道30号に指定された自動車専用道路で、同国道のバイパス道路の扱いである。
瀬戸大橋部分は、上部に4車線の瀬戸中央自動車道が走り、下部に本四備讃線（愛称 : 瀬戸大橋線）が通る2層構造の鉄道道路併用橋で、本州四国連絡道路3ルートでは唯一である。
本州四国連絡橋公団が日本の持つ最先端技術を駆使して建設し、1978年（昭和53年）の着工から9年6カ月を経て、1988年（昭和63年）4月10日に開通した。本州四国連絡道路3路線としては、最初に全線開通したルートでもある。現在は、本州四国連絡高速道路株式会社が道路を管理する。
世界最長の道路鉄道併用橋として、ギネス世界記録にも認定されている瀬戸大橋区間は、12.3 kmあり、路線延長の約3分の1を占める。

### 路線データ
- 起点 : 岡山県都窪郡早島町早島
- 終点 : 香川県坂出市川津町
- 延長 : 37.3 km
- 規格 : 第1種第2級
- 設計速度 : 100 km/h
- 車線 : 4車線
- 道路幅員 : 25.0 m
- 総事業費 : 1兆1338億円
- 工期 : 1978年（昭和53年）10月10日 - 1988年（昭和63年）4月10日

## インターチェンジなど
櫃石島インターチェンジ (IC) 、岩黒島ICおよび与島ICは、利用出来るのは島民および関係者、緊急車両や路線バス、郵便物集配車両などに限って利用出来る「管理用出入口」であり、一般車両は利用出来ない。
- IC番号欄の背景色が■である区間は既開通区間に存在する。
施設欄の背景色が■である区間は未開通区間または未供用施設に該当する。
- スマートインターチェンジ (SIC) は背景色■で示す。
- 路線名の特記がないものは市道。
- バスストップ (BS) のうち、○/●は運用中、◆は休止中の施設。無印はBSなし。
- 英略字は以下の項目を示す。
IC：インターチェンジ、SIC：スマートインターチェンジ、JCT：ジャンクション、SA：サービスエリア、PA：パーキングエリア、TB：本線料金所、BS：バスストップ

| IC 番号                                            | 施設名     | 接続路線名                   | 起点 から (km) | BS | 備考                                   | 所在地        | 所在地        |
| -------------------------------------------------- | ---------- | ---------------------------- | -------------- | -- | -------------------------------------- | ------------- | ------------- |
| E2 山陽自動車道 倉敷早島支線（倉敷JCTで本線に接続) |            |                              |                |    |                                        |               |               |
| 1                                                  | 早島IC/TB  | 国道2号（岡山バイパス）      | 0.0            | ◆  | TBは倉敷JCT方面のみ                    | 岡山県        | 都窪郡 早島町 |
| -                                                  | 有城南BS   | -                            | 3.9            | ○  |                                        | 岡山県        | 倉敷市        |
| -                                                  | 粒江PA     | -                            | 6.8            |    |                                        | 岡山県        | 倉敷市        |
| 2                                                  | 水島IC     | 県道21号岡山児島線           | 8.2            | ◆  |                                        | 岡山県        | 倉敷市        |
| -                                                  | 稗田BS     | -                            | 11.7           | ◆  |                                        | 岡山県        | 倉敷市        |
| -                                                  | 鴻ノ池SA   | -                            | 15.0 15.6      |    | 上り線 下り線                          | 岡山県        | 倉敷市        |
| 3                                                  | 児島IC     |                              | 18.8           | ○  |                                        | 岡山県        | 倉敷市        |
| -                                                  | 鷲羽山北BS | -                            | 20.4           | ○  |                                        | 岡山県        | 倉敷市        |
| -                                                  | 櫃石島IC   | 県道273号櫃石島線            | 22.6           | ○  | 一般車両進入禁止                       | 香川県 坂出市 | 香川県 坂出市 |
| -                                                  | 岩黒島IC   |                              | 24.4           | ○  | 一般車両進入禁止                       | 香川県 坂出市 | 香川県 坂出市 |
| -                                                  | 与島IC     | 県道274号与島線              | 26.4           |    | 一般車両進入禁止                       | 香川県 坂出市 | 香川県 坂出市 |
| -                                                  | 与島PA     | -                            | 26.4           | ○  | PA出口に検札所あり                     | 香川県 坂出市 | 香川県 坂出市 |
| 4                                                  | 坂出北IC   | 県道192号瀬居坂出港線        | 34.7           |    | 早島IC/TB方面出入口のみ フルIC化事業中 | 香川県 坂出市 | 香川県 坂出市 |
| -                                                  | 坂出八幡BS | -                            | 35.6           | ◆  |                                        | 香川県 坂出市 | 香川県 坂出市 |
| -                                                  | 坂出TB     | -                            | 37.3           | -  | キロポストは37.2KPまで 坂出JCT方面のみ | 香川県 坂出市 | 香川県 坂出市 |
| 5                                                  | 坂出IC     | 国道11号（坂出丸亀バイパス） | 37.3           | ◆  |                                        | 香川県 坂出市 | 香川県 坂出市 |
| E11 高松自動車道 坂出支線（坂出JCTで本線に接続）   |            |                              |                |    |                                        |               |               |

## 歴史
- 1970年（昭和45年）7月1日 : 本州四国連絡橋公団設立。日本道路公団および、日本鉄道建設公団の本州四国連絡にかかる業務を承継。
- 1978年（昭和53年）10月10日 : 香川県坂出市番の州で起工式を開催。
- 1980年（昭和55年）6月26日 : 香川県坂出市の陸上部測量のため、聖通寺山で最初の幅杭打ちを開始。
- 1981年（昭和56年）
  - 3月24日 : 下津井瀬戸大橋着工。
  - 9月19日 : 岩黒島橋着工。
  - 11月17日 : 鷲羽山トンネルを、四つ目構造の複断面トンネルで建設することに決定[注釈 6]。
- 1982年（昭和57年）
  - 10月12日 : 瀬戸大橋の橋色がライトグレーに決定。
  - 10月21日 : 鷲羽山トンネルを掘削開始。
- 1983年（昭和58年）
  - 3月25日 : この時点においての用地取得状況が、岡山県51.2 %、香川県28.6 %と発表。
  - 4月8日 : 岩黒島高架橋着工。
  - 5月1日 : 櫃石島高架橋着工。
  - 7月8日 : 与島高架橋着工。
- 1984年（昭和59年）
  - 7月4日 : 坂出北IC建設地の幅杭打ちを開始。
  - 8月28日 : 早島IC建設地の幅杭打ちを開始。
  - 10月25日 : 坂出IC建設地の幅杭打ちを開始。
- 1985年（昭和60年）
  - 3月28日 : 番の州高架橋下部工が5年がかりで完成。
  - 3月31日 : 岡山県側の用地取得状況が70 %を越える。
  - 7月6日 : 坂出北ICの高架橋下部工の工事着手。
  - 8月7日 : 早島ICの工事着手。
  - 11月26日 : 鷲羽山トンネルの上り線が貫通。
  - 12月31日 : この時点においての用地取得状況が、岡山県95.9 %、香川県97.0 %と発表。
- 1986年（昭和61年）
  - 4月17日 : 塩生トンネルが貫通。
  - 10月6日 : 柳田トンネルが貫通。
  - 10月30日 : 正面山トンネルが貫通。
- 1987年（昭和62年）
  - 1月17日 : 最後まで残っていた、鷲羽山トンネルの下り線が貫通。
  - 5月20日 : 本州四国連絡橋公団が、瀬戸大橋の開通を1988年4月と発表。
  - 5月25日 : 本州四国連絡橋公団が、瀬戸大橋の道路部の名称を瀬戸中央自動車道と発表。
  - 8月12日 : 瀬戸大橋のすべての橋桁が閉合。
  - 12月16日 : 瀬戸中央自動車道で、最後まで残っていた菰池高架橋が連結し全線がつながる。
- 1988年（昭和63年）
  - 3月1日 : 山陽自動車道 倉敷早島支線の早島IC - 倉敷JCT間と山陽自動車道 本線の倉敷JCT - 福山東IC間が開通し、本土の西への道路網整備が整う。
  - 3月20日 - 8月31日 : 瀬戸大橋架橋記念博覧会を開催。
  - 4月10日 : 瀬戸中央自動車道と、本四備讃線（瀬戸大橋線）の全線が開通し、与島にて瀬戸大橋開通式を開催。
- 1992年（平成4年）4月19日 : 高松自動車道 坂出支線の坂出IC - 坂出JCT間と高松自動車道 本線の高松西IC - 善通寺IC間が開通し、四国の高速道路と接続。
- 時期不明 : 料金収受方法の変更に伴い、早島本線料金所の下り線（坂出JCT方面）と坂出本線料金所の上り線（早島IC/TB方面）が廃止。
- 2003年（平成15年）7月 : 通行料金を10 %値下げする。
- 2005年（平成17年）10月1日 : 日本道路公団等民営化関係法により、独立行政法人 日本高速道路保有・債務返済機構ならびに本州四国連絡高速道路株式会社に承継し、本州四国連絡橋公団が解散する。

## 路線状況
瀬戸中央自動車道には、給油所が設置されているサービスエリアおよびパーキングエリアはない。瀬戸大橋区間では、強風時や積雪時には全面通行止になる前段階として、二輪車が通行止となることがある。
開通当初の通行料金は児島IC - 坂出北ICの普通車が5,500円で、1 km当たりにすると約345.91円という料金であった。
本州四国道路のほかのルートと共に、数回にわたって通行料金の引き下げが行われた。
2014年（平成26年）4月から「新たな高速道路料金」が導入されたことにより、本州四国道路は全国路線網に編入され、児島IC - 坂出北IC間の普通車の平日通行料金はETC車1,700円、現金車3,600円となった。

### 車線・最高速度
| 区間               | 車線 上下線=上り線+下り線 | 最低速度 | 最高速度              | 最高速度       |
| 区間               | 車線 上下線=上り線+下り線 | 最低速度 | 大型貨物等 三輪・牽引 | 左記を除く車両 |
| ------------------ | ------------------------- | -------- | --------------------- | -------------- |
| 早島IC/TB - 児島IC | 4=2+2                     | 50 km/h  | 80 km/h               | 100 km/h       |
| 児島IC - 坂出TB/IC | 4=2+2                     | 50 km/h  | 80 km/h               | 80 km/h        |

自動車専用道路のため、最低速度と大型貨物等と三輪・牽引の最高速度と、それ以外の車両の最高速度の各標識が3つ連なって設置されている。

### 主なトンネルと橋
瀬戸大橋は、瀬戸内海の島々を足掛かりに南備讃瀬戸大橋や北備讃瀬戸大橋など、6本連続する道路鉄道併用橋の総称である。個々の橋をつなぎ合わせた全長は12.3 kmにもなり、ギネスブックには1本の世界最長の道路鉄道併用橋として認定されている。
| 区間                   | 構造物名       | 長さ    | 長さ    |
| 区間                   | 構造物名       | 上り線  | 下り線  |
| ---------------------- | -------------- | ------- | ------- |
| 水島IC - 鴻ノ池SA      | 正面山トンネル | 538 m   | 538 m   |
| 鷲羽山北BS - 与島IC/PA | 下津井瀬戸大橋 | 1,447 m | 1,447 m |
| 鷲羽山北BS - 与島IC/PA | 櫃石島高架橋   | 1,326 m | 1,326 m |
| 鷲羽山北BS - 与島IC/PA | 櫃石島橋       | 792 m   | 792 m   |
| 鷲羽山北BS - 与島IC/PA | 岩黒島高架橋   | 93 m    | 93 m    |
| 鷲羽山北BS - 与島IC/PA | 岩黒島橋       | 792 m   | 792 m   |
| 鷲羽山北BS - 与島IC/PA | 与島橋         | 854 m   | 854 m   |
| 与島IC/PA - 坂出北IC   | 与島橋         | 854 m   | 854 m   |
| 北備讃瀬戸大橋         | 1,611 m        | 1,611 m |         |
| 南備讃瀬戸大橋         | 1,723 m        | 1,723 m |         |
| 番の州高架橋           | 2,939 m        | 2,939 m |         |

#### トンネルの数
| 区間                   | 上り線 | 下り線 |
| ---------------------- | ------ | ------ |
| 水島IC - 鴻ノ池SA      | 2      | 2      |
| 鴻ノ池SA - 児島IC      | 1      | 1      |
| 鷲羽山北BS - 与島IC/PA | 1      | 1      |
| 合計                   | 4      | 4      |

### 道路管理者
瀬戸中央自動車道の全線を本州四国連絡高速道路株式会社が管理している。

### 交通量
全線を通した交通量は、本州側の陸上部が最も多く、四国側に進むにつれて減少し、四国側の陸上部が最も少なくなる。昼間12時間における平均旅行速度は、全線を通して速く最高速度（本州側の陸上部100 km/h、海峡部と四国側の陸上部80 km/h）を超えている区間が多い。
24時間交通量（台）　道路交通センサス
| 区間                                      | 平成17（2005）年度 | 平成22（2010）年度 | 平成27（2015）年度 | 令和3（2021）年度 |
| ----------------------------------------- | ------------------ | ------------------ | ------------------ | ----------------- |
| 早島IC - 水島IC                           | 15,080             | 17,940             | 20,228             | 19,339            |
| 水島IC - 児島IC                           | 12,199             | 14,946             | 17,671             | 16,801            |
| 児島IC - 櫃石島IC（島民専用）             | 13,124             | 16,096             | 19,615             | 19,308            |
| 櫃石島IC（島民専用） - 与島IC（島民専用） | 13,124             | 16,022             | 19,579             | 19,308            |
| 与島IC（島民専用） - 坂出北IC             | 13,302             | 16,027             | 19,582             | 19,308            |
| 坂出北IC - 坂出IC                         | 09,526             | 11,448             | 13,577             | 12,880            |

（出典：「平成22年度道路交通センサス」・「平成27年度全国道路・街路交通情勢調査」・「令和3年度全国道路・街路交通情勢調査」（国土交通省ホームページ）より一部データを抜粋して作成）
- 令和2年度に実施予定だった交通量調査は、新型コロナウイルスの影響で延期された[14]。

## 地理

### 通過する自治体
- 岡山県
  - 倉敷市 - 都窪郡早島町 - 倉敷市
- 香川県
  - 坂出市 - 綾歌郡宇多津町 - 坂出市

### 接続する高速道路
- E2 山陽自動車道 倉敷早島支線（早島IC/TBで直結）
- E11 高松自動車道 坂出支線（坂出TB/ICで直結）